# Wang Lihong
Wang Lihong (en chino: 王 利宏; 3 de febrero de 1968) es un deportista chino que compitió en esgrima, especialista en la modalidad de florete. Ganó una medalla de bronce en el Campeonato Mundial de Esgrima de 1994, en la prueba por equipos.

## Palmarés internacional
| Campeonato Mundial | Campeonato Mundial | Campeonato Mundial | Campeonato Mundial  |
| Año                | Lugar              | Medalla            | Prueba              |
| ------------------ | ------------------ | ------------------ | ------------------- |
| 1994               | Atenas (Grecia)    | Medalla de bronce  | Florete por equipos |